# Gabriel Wagner
Gabriel Wagner (Quedlinburg, ca. 1660 – ca. 1717) foi um filósofo, matemático e cientista natural alemão, que publicou principalmente sob o pseudônimo Realis de Vienna.
Wagner foi um pensador livre no iluminismo alemão e defendeu uma separação estrita entre filosofia e teologia . Ele tolerou a teologia baseada na revelação, mas defendeu veementemente a física, a matemática e as Ciências do Estado - nelas ele viu os fundamentos da filosofia.